# Navy Force Structure and Shipbuilding Plans
Navy Force Structure and Shipbuilding Plans - program US Navy zakładający modernizację floty która ostatecznie ma posiadać około 313 okrętów, w tym:
- 14 okrętów podwodnych (SSBN) - nosicieli pocisków balistycznych klasy SLBM
- 4 okręty podwodne SSGN - nosiciele pocisków manewrujących
- 48 myśliwskich okrętów podwodnych (SSN)
- 11 bądź 12 lotniskowców
- 88 krążowników, niszczycieli i fregat
- 55 okrętów Littoral Combat Ship
- 31 okrętów desantowych
- 12 nowej konstrukcji okrętów desantowych
- 30 bojowych okrętów logistycznych
- 20 - pozostałe jednostki
- 0 - specjalistycznych okrętów walki minowej

Program przewidziany jest do realizacji do roku 2037.